# 娜杰日达·莫罗佐娃
娜杰日达·尼古拉耶夫娜·莫罗佐娃（俄语：Надежда Николаевна Морозова，1998年9月22日—），旧姓西杰利尼克（Сидельник），哈萨克斯坦女子速度滑冰运动员，2020年四大洲锦标赛女子1500米和女子3000米银牌得主、2023年四大洲锦标赛女子1500米金牌得主和女子3000米银牌得主、2025年四大洲锦标赛女子1000米银牌得主和女子短距离团体追逐铜牌得主、2025年亚洲冬季运动会女子短距离团体追逐铜牌得主。